# Teresa López Bustamante

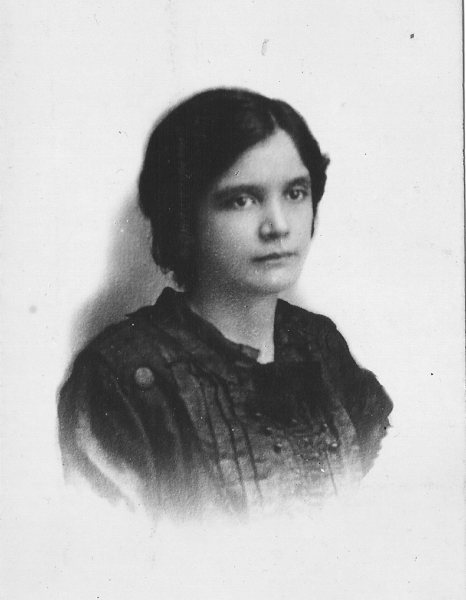
Teresa López Bustamante năm 1912.

Teresa López Bustamante (1888 – 1942) là nhà báo người Venezuela, người sáng lập báo Công giáo Venezuela La Columna.

## Tiểu sử
Teresa López Bustamante sinh ngày 24 tháng 10 năm 1888 tại Maracaibo, Venezuela. Cha bà là nhà báo, biên tập viên Eduardo López Rivas, chủ sở hữu tòa soạn Diario El Fonógrafo (The Phonograph Daily) và nhà xuất bản Imprenta Americana (American Press). Cụ ngoại là một bác sĩ nổi tiếng Francisco Eugenio Bustamante và là hậu duệ của Tướng Rafael Urdaneta.
Thời niên thiếu, bà bắt đầu làm việc tại nhà xuất bản tại gia cùng với anh em Carlos López Bustamante và Eduardo López Bustamante. Cha bà dạy dỗ và dẫn dắt bà trở thành một nhà báo thành đạt. Sau khi cha qua đời năm 1913, bà và anh em trai phụ trách tờ báo El Fonógrafo và nhà xuất bản Imprenta Americana.
Nhờ sự ủng hộ của quân Đồng minh trong Thế chiến thứ nhất, năm 1917, Tổng thống Venezuela Juan Vicente Gómez đã đóng cửa, cấm hoạt động vĩnh viễn tờ báo El Fonógrafo và sau đó là nhà xuất bản. Anh em trai của bà bị bỏ tù, chính phủ đương nhiệm theo dõi, cô lập Teresa. Bà bị cấm rời khỏi thành phố Maracaibo và cấm viết bài đăng trên bất kỳ tờ báo nào.
Bà làm giáo viên tại Maracaibo và thành lập một số tổ chức từ thiện bang Zulia, Venezuela. Năm 1924, bà thành lập tờ báo Tổng giáo phận Công giáo La Mã Maracaibo, El bien del pueblo (Phúc lành của dân). Sau này tờ báo đổi tên thành La Columna và là một trong những tờ nhật san phổ biến nhất của bang Zulia.
Bà mất tại Maracaibo năm 1942.